# Sant'Ambrogio sul Garigliano
Sant'Ambrogio sul Garigliano là một đô thị ở tỉnh Frosinone trong vùng Lazio, có vị trí cách khoảng 130 km về phía đông nam của Roma và khoảng 50 km về phía đông nam của Frosinone. Tại thời điểm ngày 31 tháng 12 năm 2004, đô thị này có dân số 997 người và diện tích là 9,0 km².
Sant'Ambrogio sul Garigliano giáp các đô thị: Rocca d'Evandro, Sant'Andrea del Garigliano, Sant'Apollinare.